# 香椎浜ふ頭
香椎浜ふ頭（かしいはまふとう）は、福岡県福岡市東区の町名。現行の行政地名は、香椎浜ふ頭一丁目から四丁目まで。町域全体の面積は139.4ヘクタール。2022年3月末現在の人口は0人。郵便番号は813-0018。
全町域が1987年（昭和62年）から1998年（平成10年）にかけて数度にわたる海面の埋立によって造成された造成地であり、緑地の区域を除く町域の大部分が港湾施設の総体として埠頭を構成しており、香椎パークポートと呼ばれる。
土地利用については、埠頭の岸壁に接して外貿コンテナターミナル及び外内貿ターミナルを備える博多港の国際物流拠点となっている。これらの後背地に、大規模な流通センターをはじめとする物流施設（物流倉庫）、物流関連施設等が立地している。また、隣接する香椎浜に福岡高速道路のランプがあり、九州自動車道や福岡空港へ直結し、陸上輸送との連携もよい。さらに、臨海部におけるレクリエーションの需要にこたえるため、市民の憩いの場としての緑地も多く確保されている。

## 地理
福岡市の中心とされる中央区天神の北北東約7キロメートル、東区のほぼ中央部で、海に面する地域に位置する。全町域が埋立地であり、大部分が港湾施設としての埠頭と物流関連施設から構成されているが、市民に開放された公園等の緑地部分も多く確保されている。南、西及び北西で博多湾に面して岸壁等を形成し、東で香椎浜、城浜団地及び名島と隣接する。また南は多々良川の河口部（港湾区域）を介して箱崎ふ頭に面し、北は航路、泊地等の海面を介して人工島である福岡アイランドシティ（みなと香椎及び香椎照葉）に面する。箱崎ふ頭とは香椎かもめ大橋により、福岡アイランドシティとは香椎アイランドブリッジ、御島かたらい橋（奈多香椎浜線）により繋がる。さらに、福岡高速6号アイランドシティ線が香椎アイランドブリッジに並行して架橋される橋梁で博多湾を渡り、福岡アイランドシティのほぼ中央部に至っている。

### 河川
香椎浜ふ頭の南側に次の河川の河口（港湾区域）が横断している。
- 多々良川（二級河川）

### 都市計画
都市計画に関しては、「福岡市都市計画マスタープラン」 において、香椎浜ふ頭は、物流などの諸機能が集積し、効率化などの観点からの港湾機能の再編と強化、背後地との交通アクセス機能の強化をまちづくりの視点とする「港湾機能ゾーン」などとして位置づけられている。用途地域は、緑地以外の地域は準工業地域に、緑地は第二種住居地域に指定されている。また、緑地を除く地域が都市計画法及び港湾法に基づく臨港地区に、その分区は全域が商港区に指定されている。

## 歴史

### 埋立整備事業の背景と実施計画
1899年（明治32年）8月4日に博多港が関税法による対外貿易港としての開港指定を受けて以来、船舶の大型化や取扱貨物量の増加に伴い、公有水面の埋立により、博多船溜地区を初めてとして、中央ふ頭（昭和12年～平成7年埋立）、須崎ふ頭（昭和13年～38年埋立）、荒津地区（昭和13年～45年埋立）、東浜ふ頭（昭和18年～平成6年埋立）、博多ふ頭（昭和35年～49年埋立）、箱崎ふ頭（昭和44年～平成15年埋立）などで港湾施設の増強が進められてきたが、昭和60年代になると、貨物のコンテナ化や外国航路誘致等により、入港船舶と取扱貨物量は外貿コンテナを中心に急激な伸びを見せ、コンテナ化に対応した港湾施設が不足している状況に対処するため、博多港で初めての本格的なコンテナターミナル拠点となる香椎パークポート、またその後の福岡アイランドシティの埋立てや施設整備が進められることになった。

### 埋立工事 (昭和60年代以降)
船舶の大型化や貨物のコンテナ化の進展に対応するため、博多港で初めて本格的なコンテナターミナルの整備を行うとともに、良好な港湾環境の創出、市民ニーズに対応したスポーツ・レクリエーション施設用地の整備を行うため、香椎パークポート地区の整備が行われた。当該地区において昭和60年代に行われた第I期の公有水面埋立については、福岡市が1987年（昭和62年）11月27日に「香椎パークポート」の地区名で埋立免許を受け、1988年（昭和63年）1月6日に工事に着手し、1992年（平成4年）6月30日に第1工区（ふ頭用地、314,367.61m2）の、1995年（平成7年）5月12日に第2の1工区（港湾関連用地、緑地526,491.49m2）の、1998年（平成10年）3月27日に第2の2工区（緑地、407,875.13m2）、合計面積で1,248,734.23m2の埋立工事が竣工した。

### 埋立工事 (平成一桁)
第II期については、国（第四港湾建設局）が1987年（昭和62年）11月27日に「香椎パークポート」の地区名で埋立免許を受け、1994年（平成6年）3月31日に西側岸壁（ふ頭用地、7,362.48m2）の、1996年（平成8年）12月19日に北側岸壁（ふ頭用地、2,865.04m2）、合計面積で10,227.52m2の埋立工事が竣工した。
また、福岡アイランドシティ地区本体と同時に埋立免許を受けた地区が2箇所あり、福岡市が1994（平成6年）4月11日に「アイランドシティ第1工区」の地区名で埋立免許を受けた香椎パークポート内の地区（ふ頭用地、68,696.96m2）については、1996（平成8年）10月25日に、国（第四港湾建設局）が1994（平成6年）4月11日に同じく「アイランドシティ第1工区」の地区名で埋立免許を受けた地区（ふ頭用地、3,759.96m2）については、1998（平成10年）3月31日に、合計面積で72,456.92m2の埋立工事が竣工した。

## 交通
町域の主な公共交通機関としてはバスがある。

### 鉄道
鉄道は通っていない。

### バス
バスについては、西日本鉄道が運営するバスが運行しており、次の停留所がある。
- みなと公園前
- 物流センター前
- 香椎パークポート
- 香椎浜海岸通り（香椎浜団地5号線沿い）

### 道路

#### 都市高速道路
都市高速道路としては次の道路が通っており、町域には出入口がないが、最も近いものは、香椎浜ジャンクションがある。
- 福岡高速道路福岡高速6号アイランドシティ線

#### 市道
福岡市が管理する市道の主要なものは次のとおりである。
- 奈多香椎浜線（御島かたらい橋で福岡アイランドシティにつながる。）
- 香椎浜団地5号線

#### 臨港道路
東側の緑地以外の地区は臨港地区に指定されており、地区内の主要な臨港道路は次のとおりである。
- 臨港道路香椎パークポート1号線（これに接続する橋梁は、箱崎ふ頭とを結ぶ香椎かもめ大橋及び福岡アイランドシティとを結ぶ香椎アイランドブリッジである。）
- 臨港道路香椎パークポート2号線

## 施設

### 港湾施設
港湾施設は次の通り。
- 係留施設

| バースの名称                   | 水深（m） | バース数 | 延長（m） |
| ------------------------------ | --------- | -------- | --------- |
| 外貿コンテナターミナル(20.9ha) | -13.0     | 2        | 600       |
| 外内貿ターミナル(19.2ha)       | -11.0     | 1        | 190       |
| 外内貿ターミナル(19.2ha)       | -7.5      | 6        | 780       |

- 外貿コンテナターミナル[注釈 4]

| 内容                | 規模等     |
| ------------------- | ---------- |
| 面積                | 20.9ha     |
| 岸壁 （水深 -13ｍ） | 2バース    |
| ガントリークレーン  | 4基        |
| 冷凍コンセント      | 300口      |
| コンテナ蔵置能力    | 約8,964TEU |

### 公共・公益施設
主な公共・公益施設は次の通り。
- 門司税関博多地区国際貨物検査センター（香椎浜ふ頭二丁目4-1）
- 福岡市立第2給食センター（香椎浜ふ頭二丁目5-5）[9][注釈 5]
- 博多港ふ頭株式会社（香椎浜ふ頭四丁目2-2香椎コンテナターミナル）[注釈 6]

### 物流施設
コンテナターミナルなどの港湾施設の後背地に様々な流通施設として外貿ターミナル、管理棟（外貿CT）、多機能型倉庫などが立地している。海上輸送と陸上輸送の連携がよいため、コンテナのほか自動車などに関連する流通センター等の施設が多い。

### 緑地等
香椎パークポートには、港湾施設や物流関連施設の用地のほかに、緑地が広く確保されており、次のような施設がある。
- みなと100年公園[注釈 7]
- JAPAN BASE[注釈 8]
- 福岡フットボールセンター[注釈 9]
- 香椎浜公園[注釈 10]
- 香椎浜中央公園[注釈 11]。

### 学校
町域に学校は存在しないが、校区については、小学校区、中学校区についてそれぞれ次の学校の校区に属する。
- 小学校区：福岡市立香椎浜小学校（香椎浜二丁目2-2）
- 中学校区：福岡市立城香中学校（香椎浜二丁目2-1）